# Austrocarea iocephala
Austrocarea iocephala är en fjärilsart som beskrevs av Turner 1902. Austrocarea iocephala ingår i släktet Austrocarea och familjen trågspinnare. Inga underarter finns listade i Catalogue of Life.

## Bildgalleri

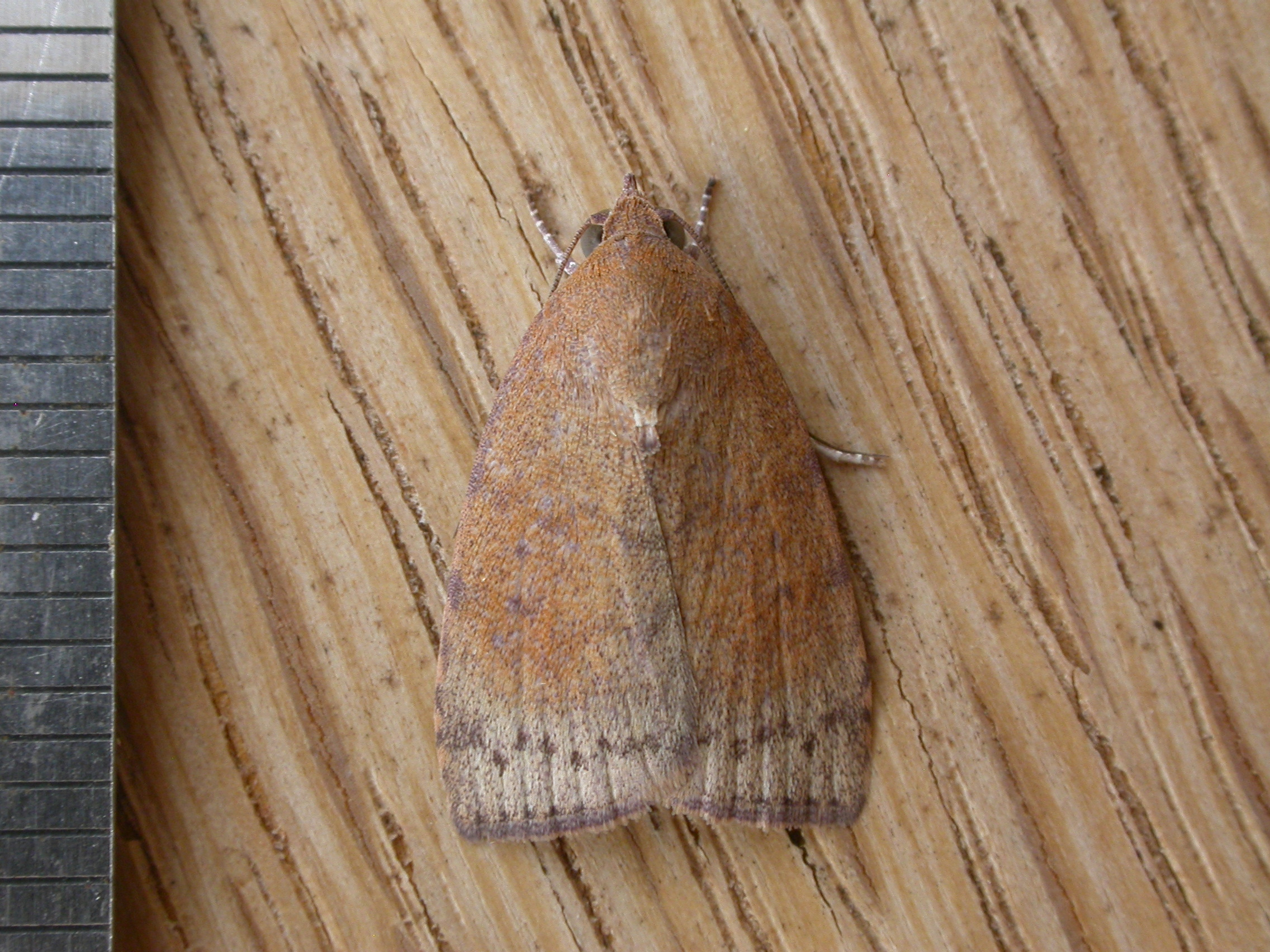
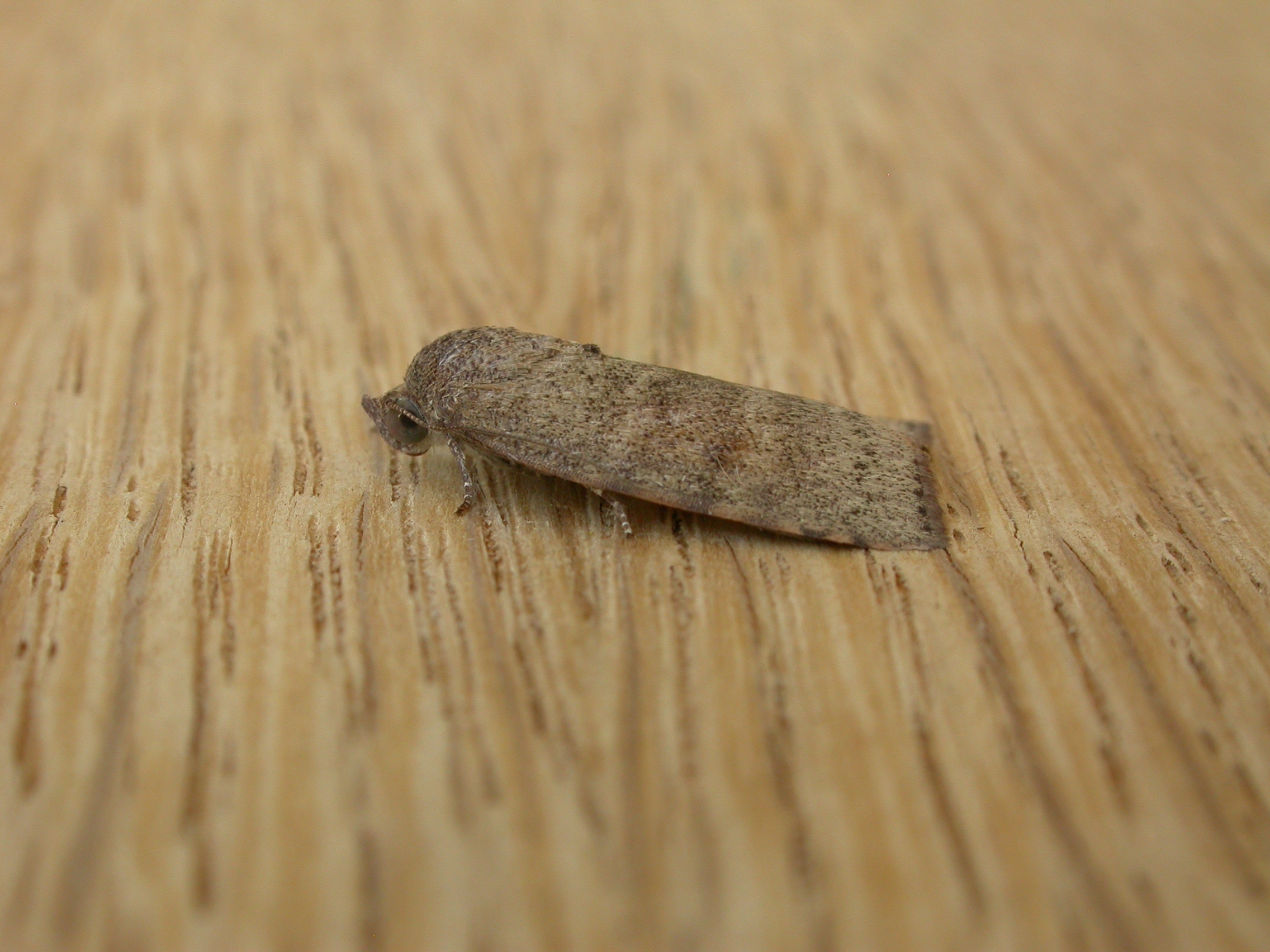
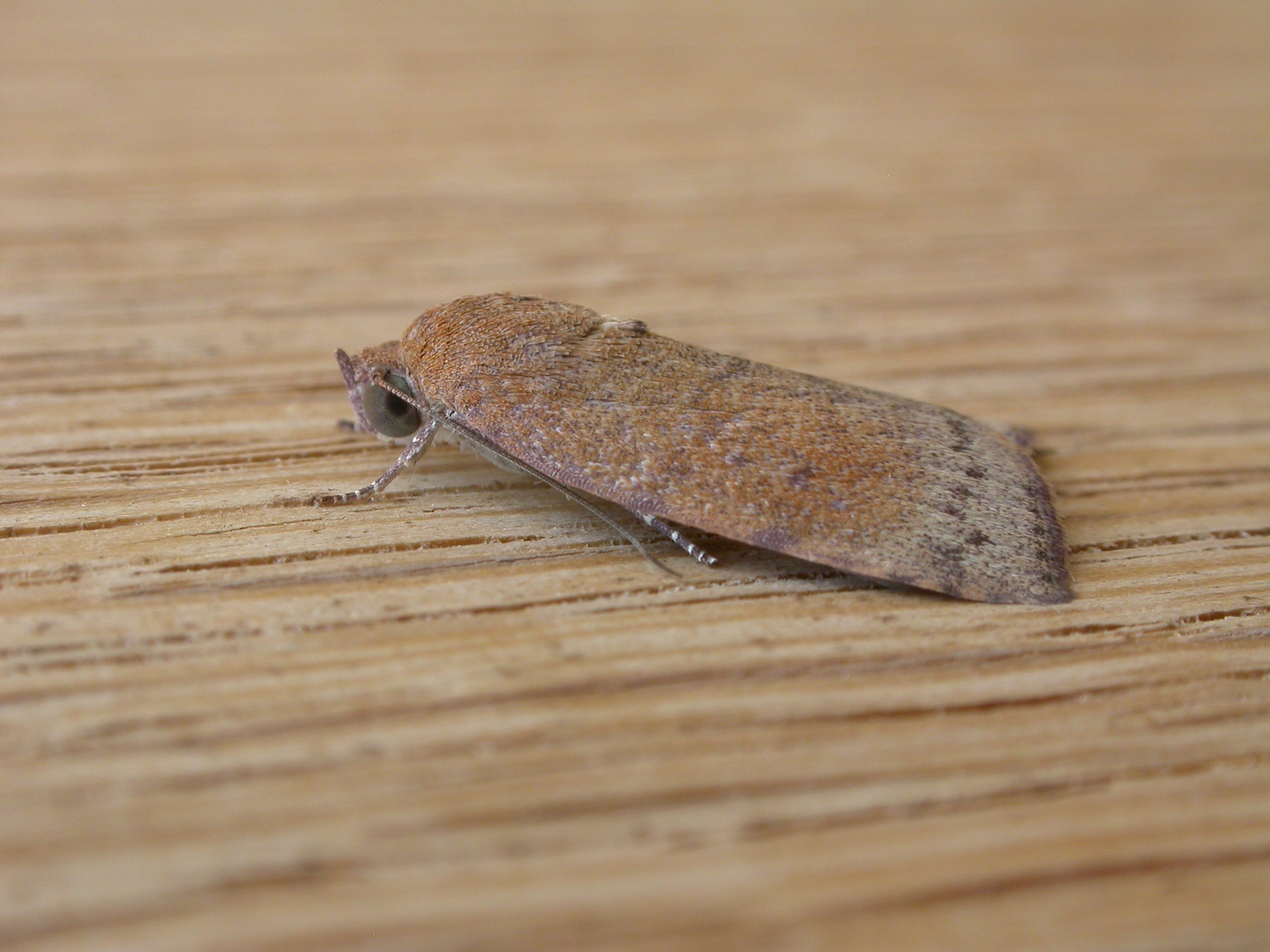